# Андріївська вулиця (Київ)
Андрі́ївська ву́лиця — вулиця в Подільському районі міста Київ, місцевість Поділ. Пролягає від вулиці Боричів Тік (з якою сполучається сходами) до Набережно-Хрещатицької вулиці.
Прилучаються вулиці Покровська, Сагайдачного та Братська.

## Історія
Одна з давніх вулиць Києва, від початку відома під такою ж назвою, від Андріївської церкви, зведеної в середині XVIII століття (вулиця направлена в бік церкви; таке спрямування вулиці було свідомо передбачено міським архітектором А. І. Меленським). Після пожежі 1811 року трасу вулиці на початку змінено, в кінцевій частині — прокладено «з нуля».

## Забудова
За міським розкладом Андріївська вулиця належала до ІІ розряду. Існуюча забудова відноситься переважно до 2-ї половини XIX — початку XX століття. Однак існує і давніша забудова (перша половина XIX століття).
Будинок № 1 (на розі з Покровською вулицею) зведений у 1892 році на гроші мецената Михайла Дегтерьова, для незаможних вдів із дітьми, через що будинок отримав назву «Будинок для вдів». Автор проекту — архітектор Володимир Ніколаєв.
Будинок № 2 був зведений у 1902 році, у цегляном стилі, на замовлення власника садиби — селянина Л. Кілесса. Перший поверх відводився під торговельні приміщення, другий і третій — для розміщення єврейської молитовні (другий поверх — для чоловіків, третій — для жінок). У 1910-х роках тут також містилася єврейська початкова релігійна школа — хедер. В архітектурному плані будинок являє собою прямокутну будівлю, вирішену в цегляному стилі з елементами ренесансу. Основним архітектурним мотивом у оформленні фасаду є ритмічно розміщені віконні прорізи: аркові — на рівні другого поверху, прямокутні — на рівні третього. Первісно будинок мав три поверхи, у 2000-х роках надбудували ще три поверхи.
Будинок № 9 — колишній прибутковий будинок М. Бройде, зведений наприкінці XIX століття, в еклектичному стилі. Являє собою чотириповерхову цегляну будівлю з підвалом, планування секційне. Композиція фасаду симетрична, підкреслена центральним еркером з банею. Є характерним прикладом житлового будинку періоду еклектизму.
На Андріївській вулиці (буд. № 19) також знаходиться перша міська електростанція, що в свій час була першою електростанцією Російської імперії, яка виробляла змінний струм. Нині весь комплекс споруд електростанції, до якої входять головна та адміністративна будівлі, привратницька, розподільча підстанція, насосна станція та цегляний димар, є пам'ятками історії та розвитку техніки міста. Будівлі станції зведені у 1898–1906 роках, за проектами архітекторів Г. Шеєля та Ф. Шеффеля.
Будинки  № 3/29, 7, 11/7, 15 зведені наприкінці XIX — на початку XX століття.
У липні 2021 року стало відомо, що замість «недобудови» на Андріївській вулиці, 22, з'явиться новий функціональний комплекс «Andriyivsky City Space», у якому будуть розміщуватимуться апартаменти, комерційні приміщення й офісні простори. Мета авторів проєкту — створити місце сили, яке об'єднає активних та прогресивних киян і стане новим лавмарком міста.

## Установи та заклади
- № 1 — Університет банківської справи при НБ України;
- № 2/12 — УкрСиббанк, головний офіс;
- № 2 — ПУМБ, головний офіс;
- № 4 — Садиба Балабух;
- № 15 — Інститут соціальної та політичної психології НАПН України;
- № 19 — Інститут вугільних електротехнологій НАН України.

## Зображення

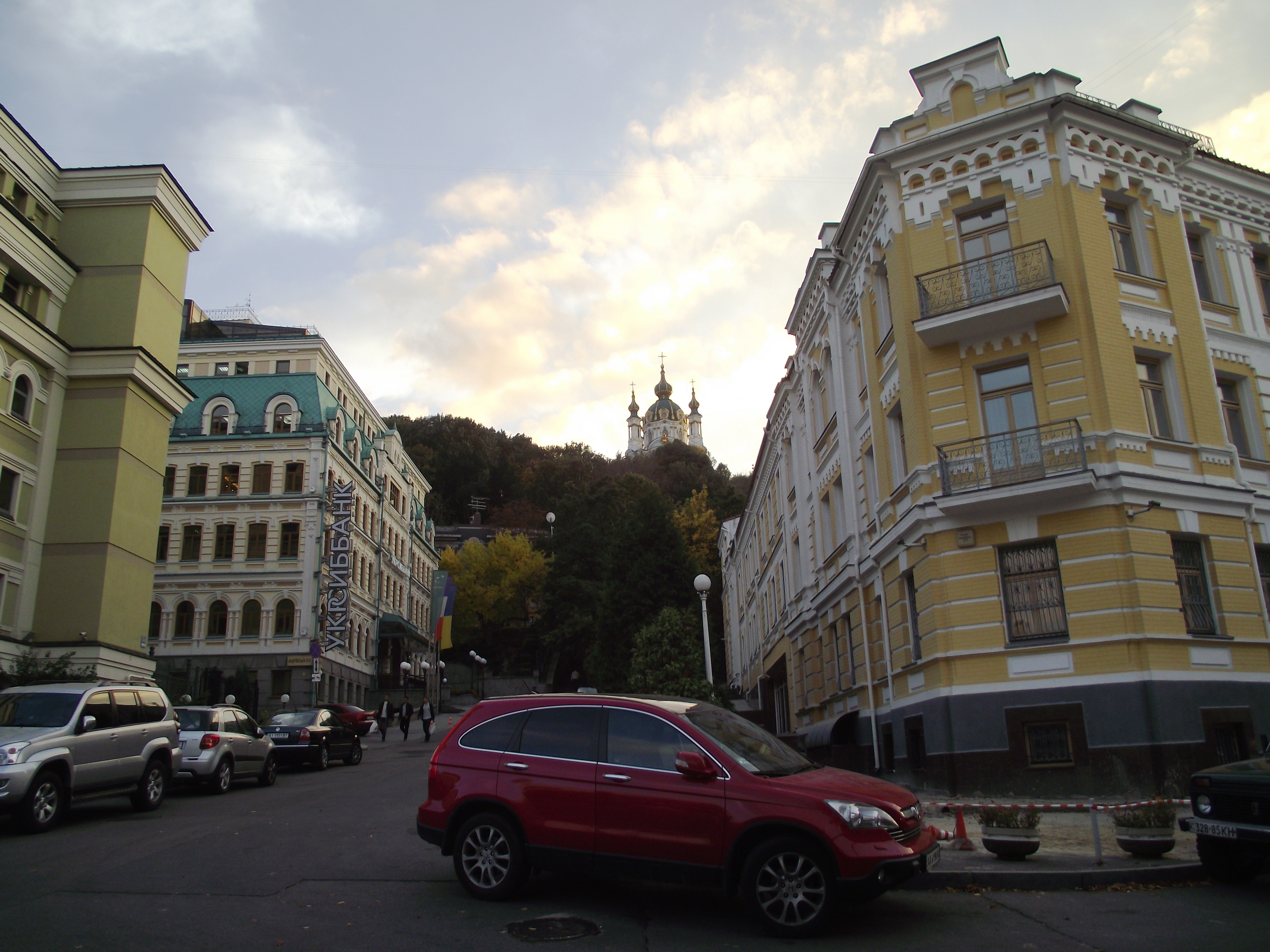
Початок Андріївської вулиці
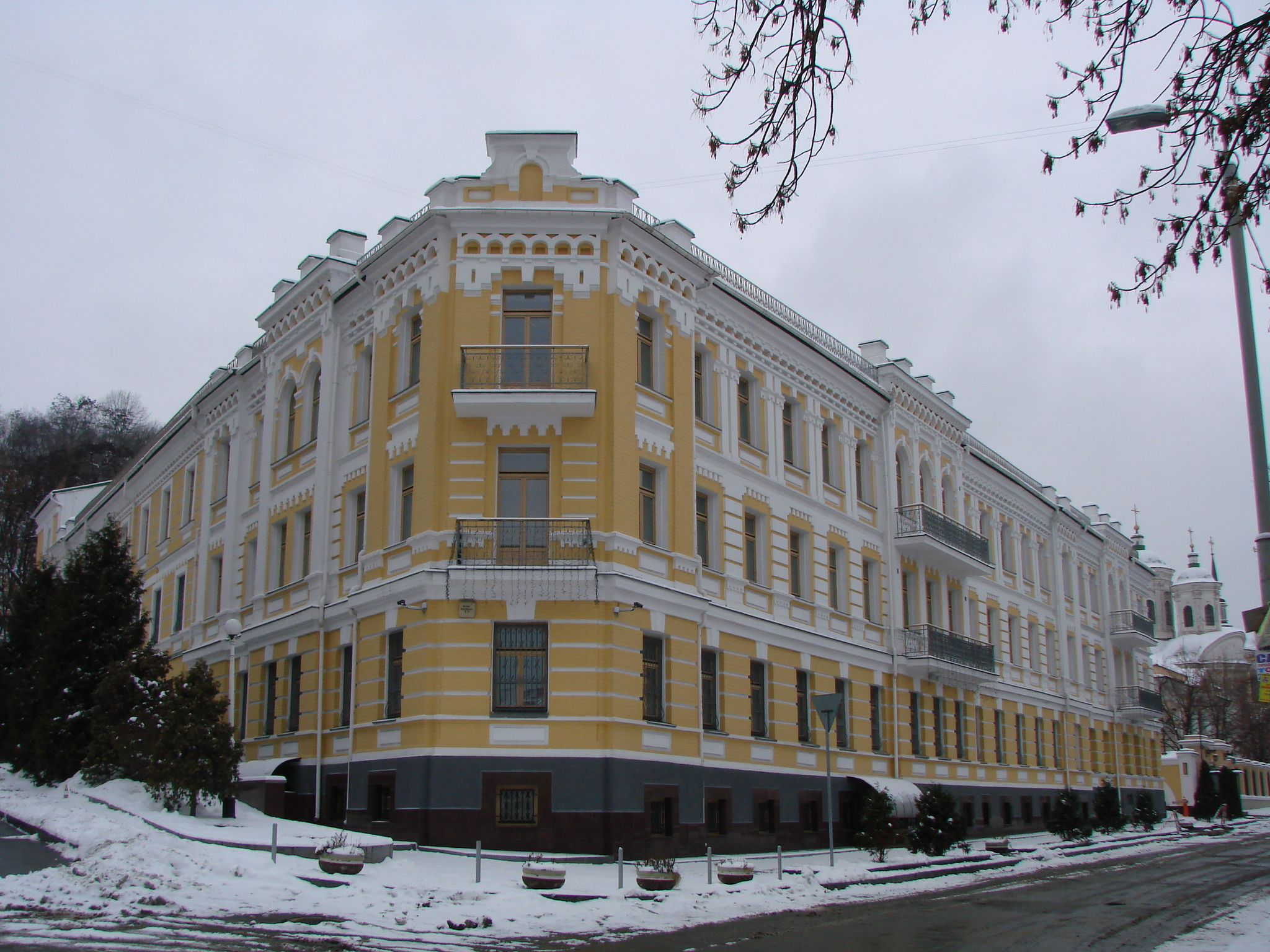
«Будинок для вдів»
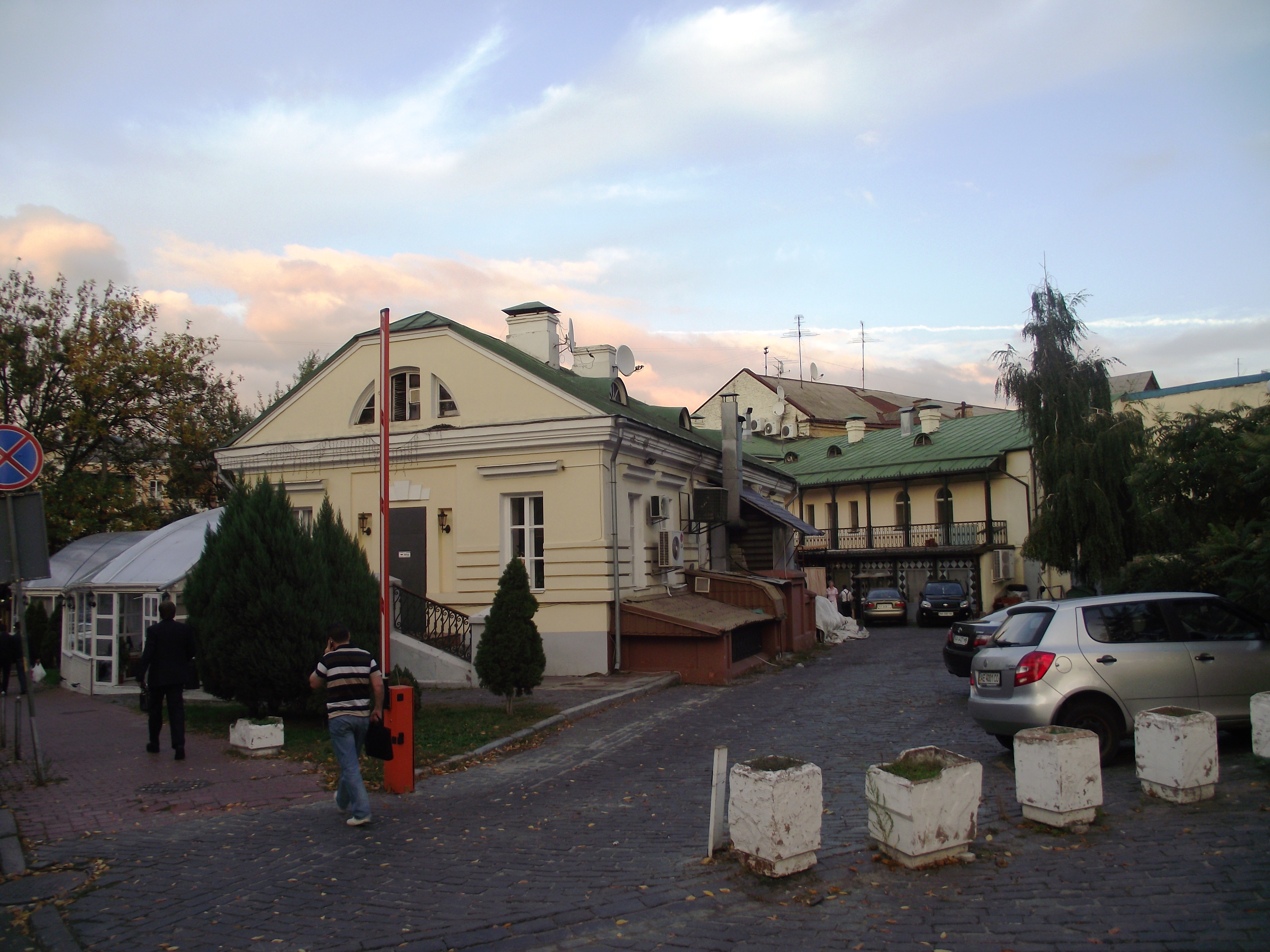
Садиба Балабух. Зараз — ресторан «Старе Запоріжжя»
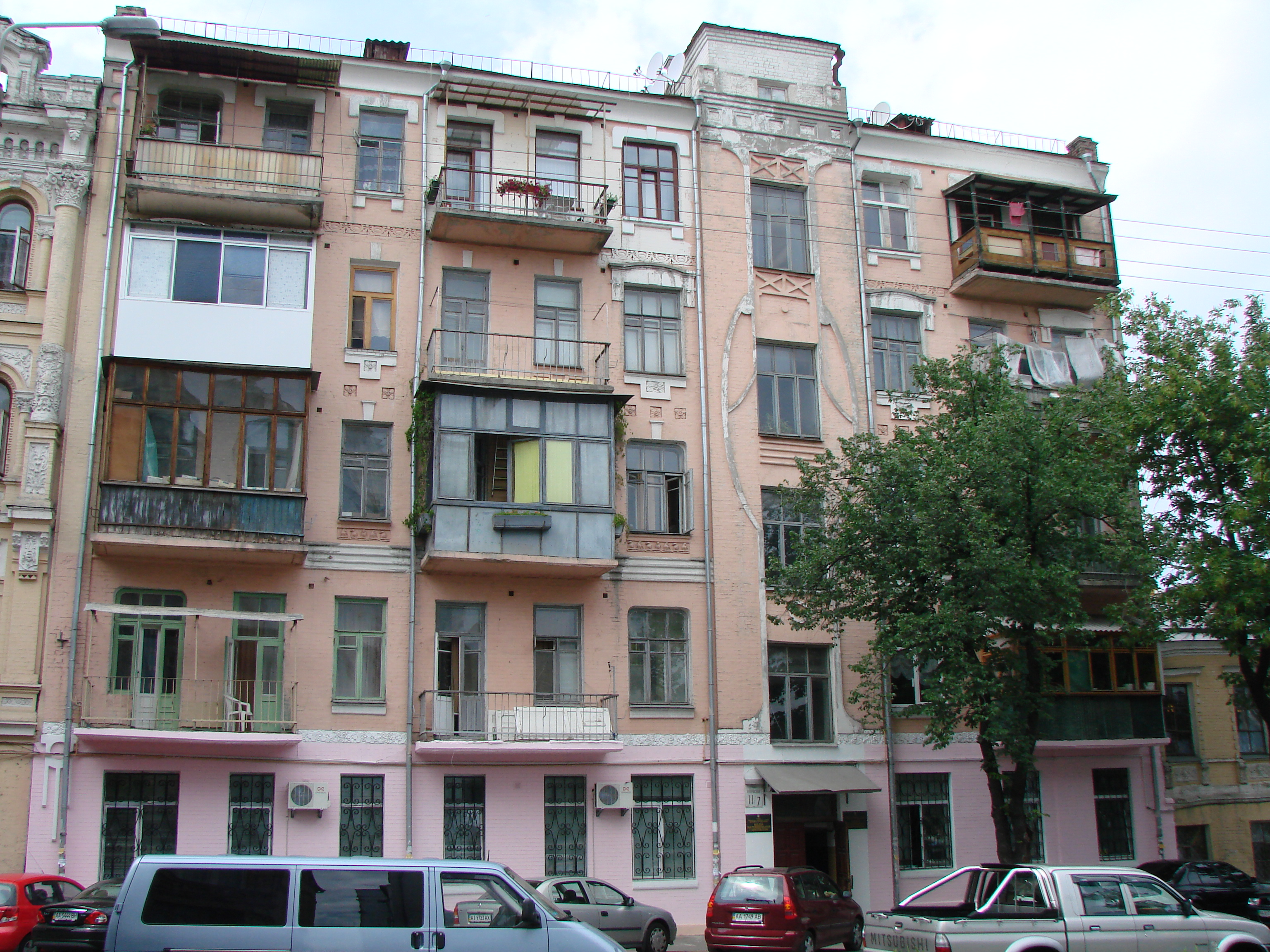
Прибутковий будинок №11
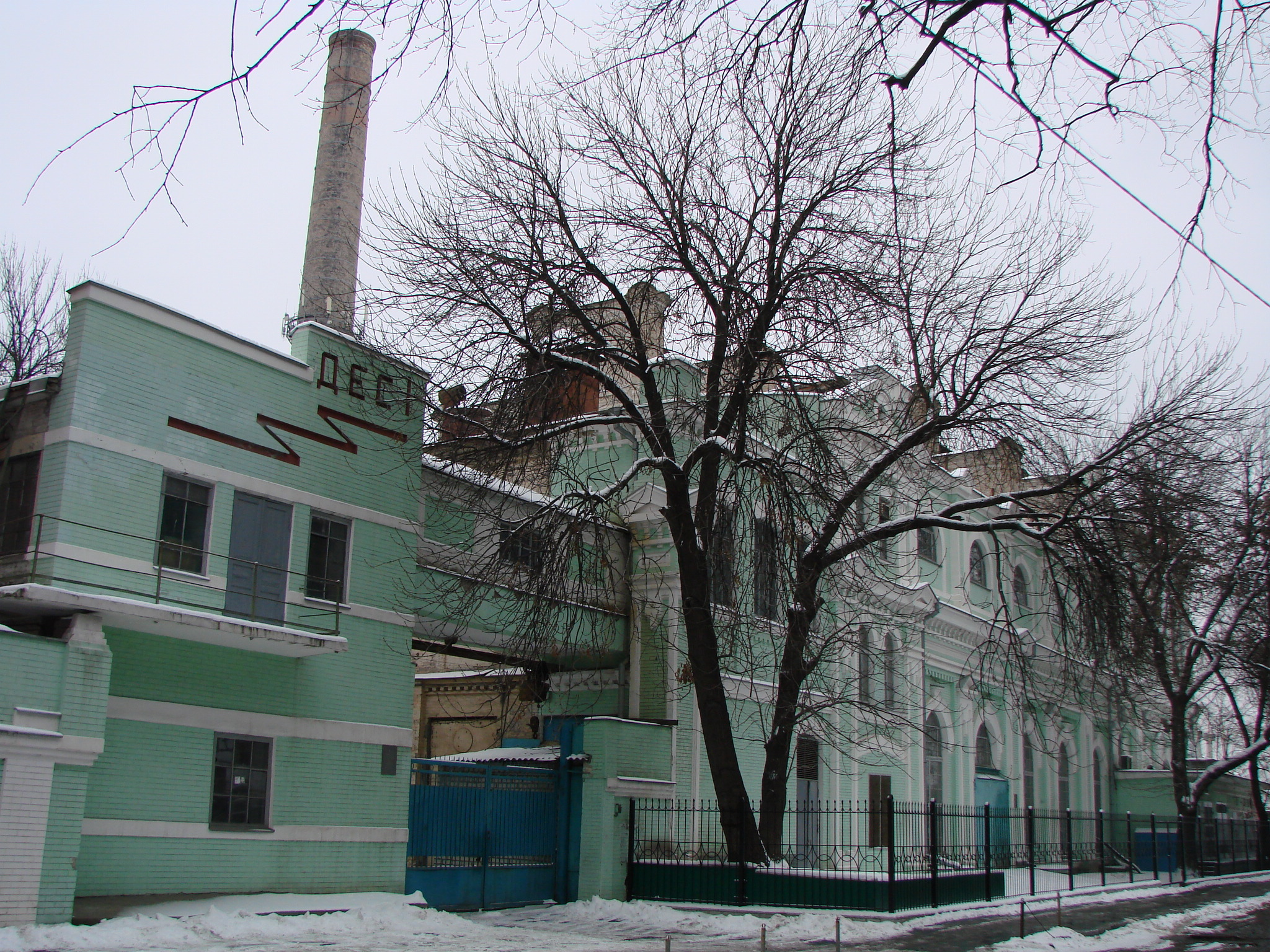
Комплекс Центральної електричної станції (ЦЕС-1)
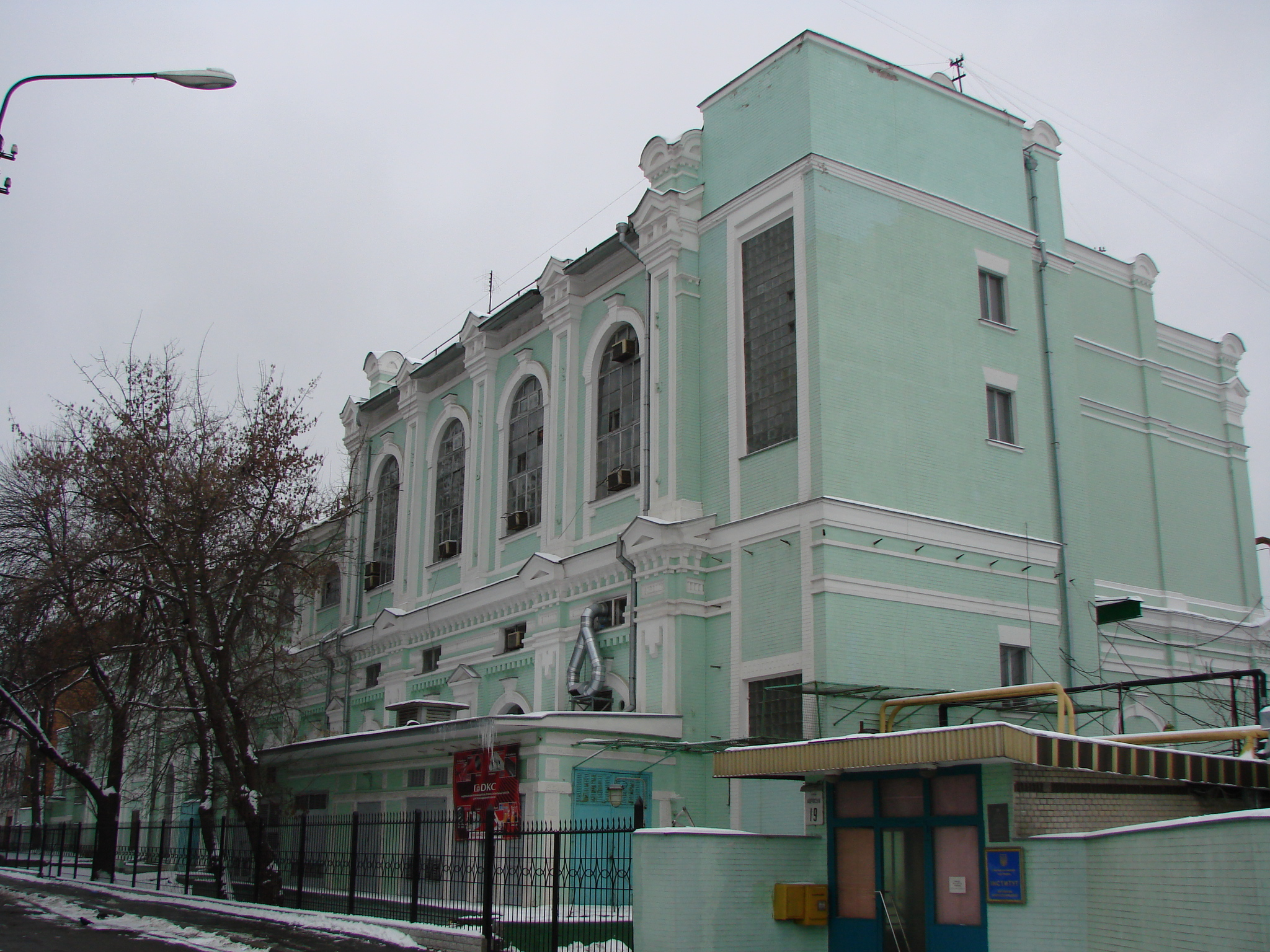
Головний корпус ЦЕС
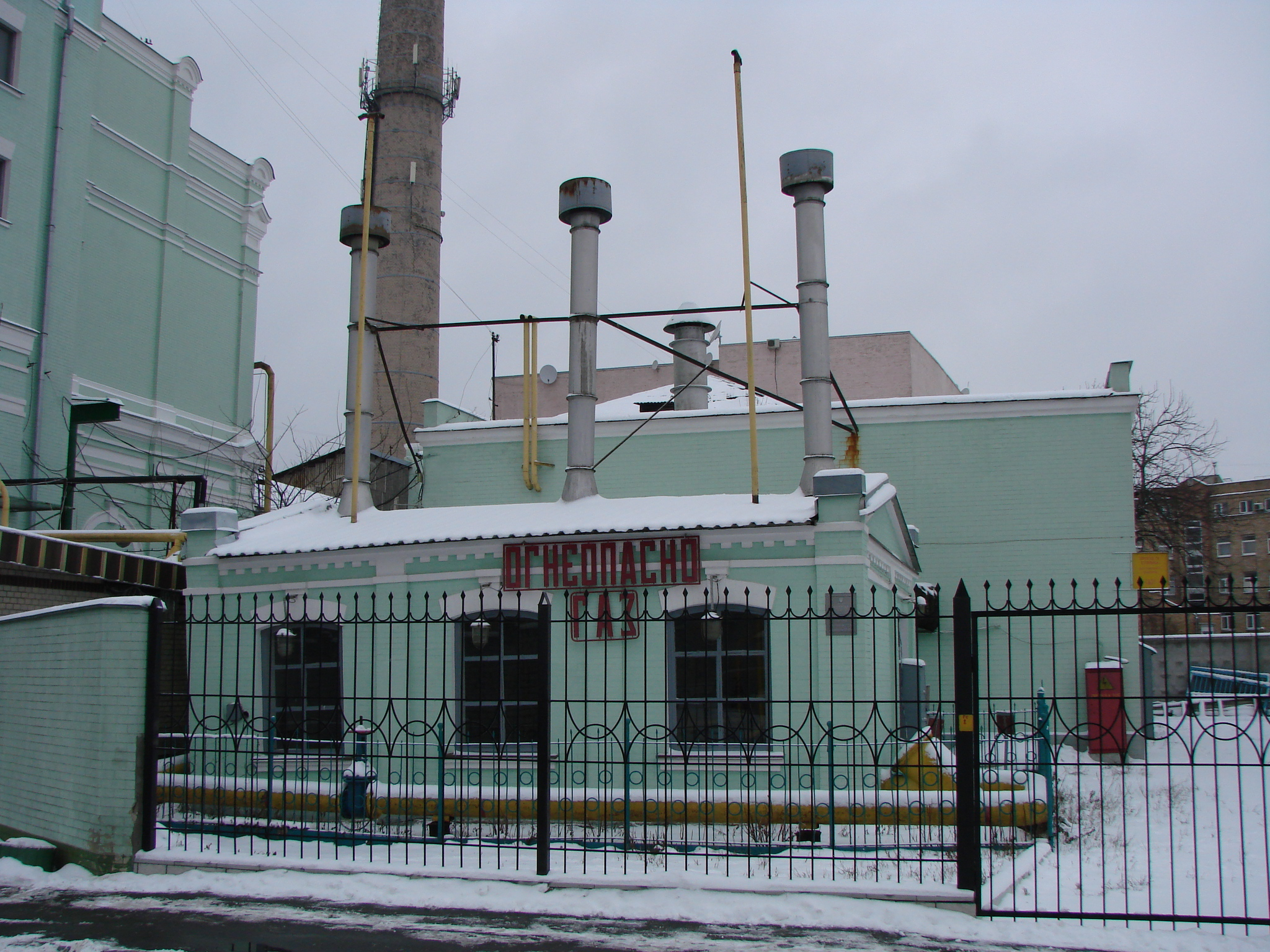
Привратницька
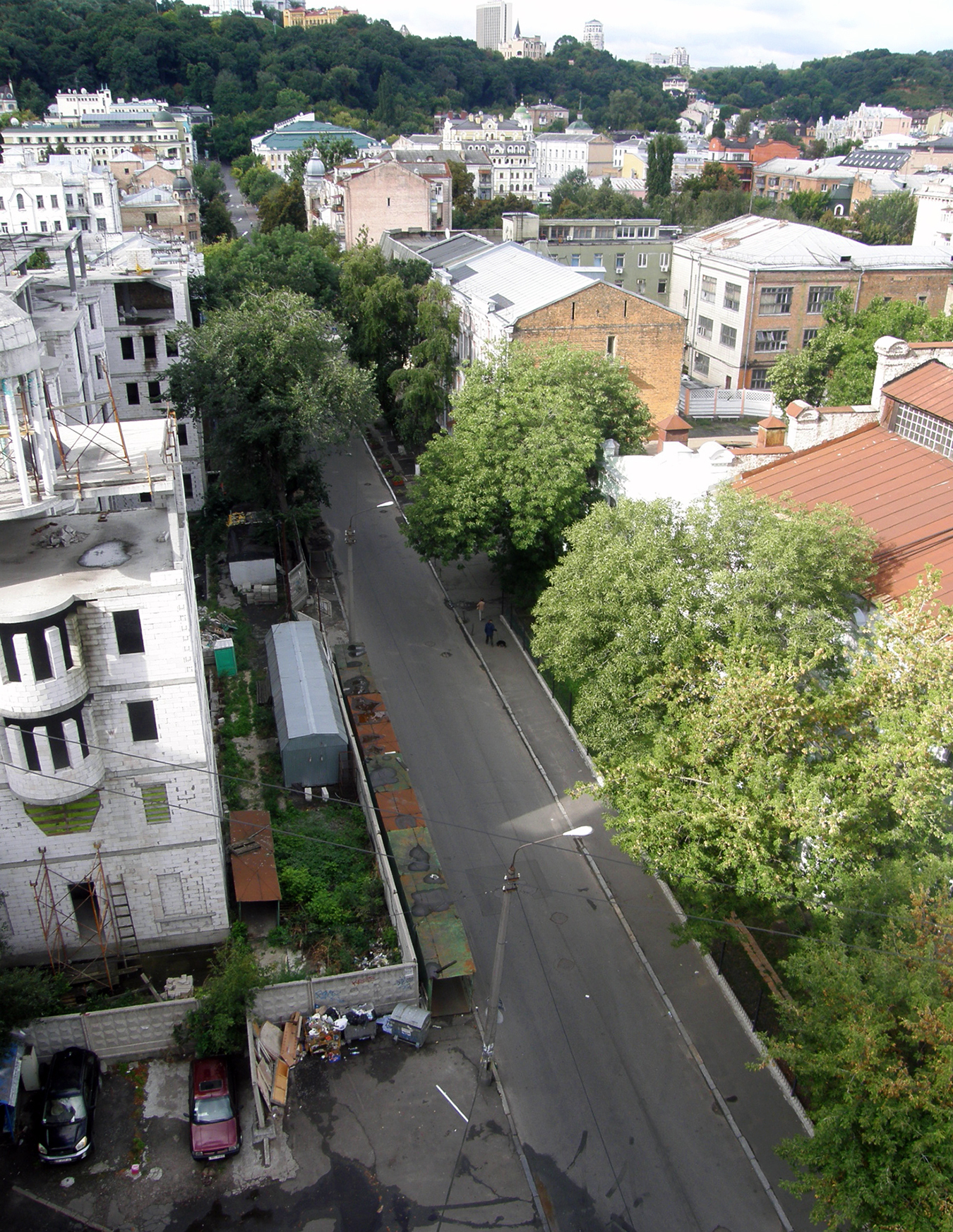
Кінець вулиці, вид від набережної
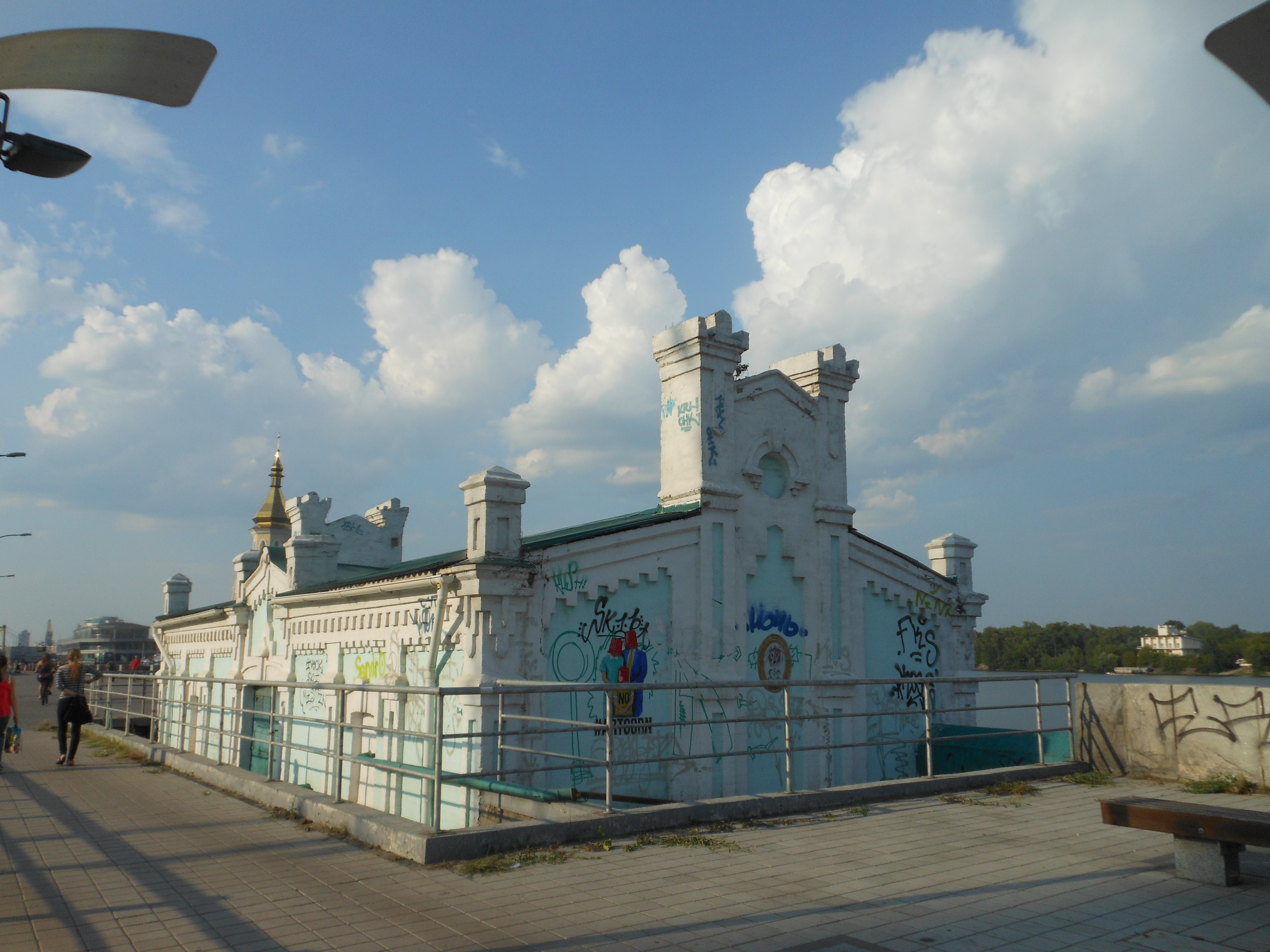
Станція берегова водогінна насосна